# Un disco per l'estate 1974
L'undicesima edizione di Un disco per l'estate inizia alla radio nel pomeriggio di Pasqua, il 14 aprile 1974, con una passerella presentata da Gino Bramieri. Il grande comico milanese torna ai microfoni anche nel pomeriggio di Pasquetta per un'altra sfilata di canzoni in gara, e queste due trasmissioni, giocando sul titolo del noto varietà radiofonico condotto da Bramieri (Batto quattro), e sul numero di canzoni in gara, hanno come titolo "Batto cinquantaquattro" (sottotitolo Gino Bramieri presenta le canzoni di Un disco per l'estate).
Le passerelle radiofoniche proseguono quotidianamente con altri presentatori fino al 19 maggio.

## Prima fase (dal 14 aprile)
Ecco l'elenco definitivo dei partecipanti, in ordine alfabetico (in neretto i 28 promossi alle prime due serate di Saint Vincent, la sigla SF indica l'ulteriore promozione dei 10 finalisti). L'ultima indicazione per ogni canzone si riferisce alla casa discografica.
- Mario Abbate - Na varca a vela (di Verde-Fiorillo) - Zeus
- Alberto Anelli - Segreto (di Claudio Daiano-Andrea Lo Vecchio-Alberto Anelli) SF - Joker
- Luciano Angeleri - Lisà Lisà (di Angeleri) - EMI Italiana
- Anselmo - La prima volta (di Anselmo Genovese) - Ariston Records
- Tony Astarita - Stanotte 'mbraccio a te (di Annona-Compostella-Di Domenico) - Zeus
- Umberto Balsamo - Bugiardi noi (testo di Cristiano Minellono; musica di Umberto Balsamo) SF - Polydor
- Gianni Bella - Più ci penso (testo di Giancarlo Bigazzi; musica di Gianni Bella) SF - Derby
- Fred Bongusto - Perdonami amore (testo di Claudio Daiano; musica di Ronzullo) - Ri-Fi
- Tony Bruni - Chi è nnammurato 'e te (testo di Giovanni Marigliano; musica di Felice Genta) - Phonotype
- Corrado Castellari - Al club di Gioacchino (di Camillo e Corrado Castellari) -  Ri-Fi
- Emanuela Cortesi - Ci si innamora solo al tempo della scuola (di Daniele Pace-Mario Panzeri-Lorenzo Pilat-Corrado Conti) - Fonit Cetra
- Lucio Dalla - Anna Bellanna (testo di Paola Pallottino; musica di Lucio Dalla) - RCA Italiana
- Anastasia Dellisanti - Una immagine di noi (di Aloise) - It
- Peppino Di Capri - Amore grande, amore mio (di Piero Pintucci-Claudio Mattone) - Splash!
- I Domodossola - Torna presto (testo di Cristiano Minellono; musica di Roberto Soffici) - PDU
- Donatello - Irene (di Claudio Dentes-Ricky Gianco-Gian Pieretti) - Dischi Ricordi
- Don Backy - Amore non amore (di Don Backy) - RCA Italiana
- Drupi - Piccola e fragile (testo di Luigi Albertelli; musica di Enrico Riccardi) SF - Dischi Ricordi
- Equipe 84 - Mercante senza fiori (di De Luca-D'Errico-Vandelli) - Ariston
- Erba Verde - New York (di Claudio Daiano-Alberto Anelli-Franco Zauli) - Joker
- Eva 2000 - Hotel Miramare (di Gerosa-Robuschi-Stellari) - Fonit Cetra
- La Famiglia degli Ortega - Stanlio e Ollio (di Alberto Canepa-Gianni Martini) - Carosello
- Le Figlie del Vento - Benedetto chi ha inventato l'amore (di Arminio-Cattaneo-Franco Chiaravalle ) - CAR Juke Box
- Lando Fiorini - Er monno (di Pisano-Camillo-Ferri) - Vedette
- Flora, Fauna e Cemento - Congresso di filosofia (di Manipoli-Damiano Dattoli) - Numero Uno
- Rosanna Fratello - Caro amore mio (di Pieretti-Zanon-Ianne-Malgioglio) - Dischi Ricordi
- Peppino Gagliardi - La mia poesia (di Amendola-Gagliardi) SF - Philips
- Cristina Gamba - Peccato (di Luciana Medini-Mario Mellier-Franco Zauli) - Kansas
- Homo Sapiens - Oh Mary Lou (di Roberto Vecchioni-Renato Pareti) - Ri-Fi
- Enzo Jannacci - Brutta gente (di Jannacci) - CAR Juke Box
- Fausto Leali - Solo lei (di Cantini-Franca Evangelisti) - Philips
- Little Tony - Quando c'eri tu (di Gian Pieretti-Claudio Damiani-Nicorelli) - Kriss Line
- Pino Mauro - Ma che pazzia (di Palomba-Alfieri) - Italbeat
- Anna Melato - Vola (di Spasiano-Fusco) - Dischi Ricordi
- Mario Merola - Eternamente tua (di Annona-Di Domenico) - Sviluppo Discografico Mezzogiorno
- Andrea Mulas - Mille mari (di Castellari) - Ri-Fi
- Gianni Nazzaro - Questo sì che è amore (testo di Daniele Pace; musica di Sandro Giacobbe) SF - CBS
- I Nomadi - Tutto a posto (testo di Alberto Salerno; musica di Bruno Tavernese) SF - EMI Italiana
- I Nuovi Angeli - Carovana (testo di Paolo Limiti; musica di Renato Pareti) SF - Polydor
- Piero e i Cottonfields - Gardenia blu (testo di Luigi Albertelli; musica di Maurizio Fabrizio) - Joker
- Romina Power - E le comete si distesero nel blu (di Maurizio Fabrizio) - EMI Italiana
- I Profeti - Quando te ne andrai (di Donato Ciletti-Giancarlo Bigazzi) - CBS
- Quarto Sistema - Valida ragione (di Tirelli-Franco Cassano-Tirelli) - Durium
- Mino Reitano - Amore a viso aperto (di Maio-Claudio Daiano-Guido Maria Ferilli-F. e M. Reitano) - Durium
- Ricchi e Poveri - Povera bimba (di Minellono-Toscani-Sotgiu-Gatti) - Fonit Cetra
- I Romans - Il mattino dell'amore (di Pallesi-Polizzi-Natili-Ramoino) - Polaris
- Rossella - Prospettive (di Albertelli-Galantini) - RCA Italiana
- Luciano Rossi  - Ammazzate oh (di Luciano Rossi) - Ariston Records
- La Strana Società - Fai tornare il sole (testo di Cristiano Malgioglio, Franco Clivio e Roberto Lipari; musica di Achille Ovale e Vic Nocera) SF - Durium
- Michel Tadini - I giorni dell'amore (di Claudio Cavallaro) - EMI Italiana
- Achille Togliani - Quando riascolterai questa canzone (di Cherubini-Bixio) - Cinevox
- Roberto Vecchioni - La farfalla giapponese (di Roberto Vecchioni) - Ducale
- I Vianella - Volo di rondine (testo di Sergio Bardotti e Vegoich; musica di Amedeo Minghi) SF - Ariston Records
- Renato Zero - Inventi (di Roberto Conrado-Renatozero-Angelo Filistrucchi) - RCA Italiana

## Fase eliminatoria (20-26 maggio)
Le 54 canzoni in gara vengono sottoposte al voto delle giurie dal 20 al 26 maggio. Presentatore delle selezioni radiofoniche è il dee jay Adriano Mazzoletti. Nel pomeriggio, da lunedì a sabato alle 18.20 sono trasmessi rispettivamente 6 gruppi di 9 canzoni ciascuno, e il giorno successivo da martedì a domenica, all'ora di pranzo, le 9 canzoni di ogni gruppo sono ripetute, e al termine della trasmissione viene reso noto l'esito delle votazioni.
Domenica 26 è pronta la classifica generale definitiva che riserva anche qualche sorpresa. Risultano infatti eliminati quattro nomi come Roberto Vecchioni (posizione 33 della classifica), Renato Zero (42º posto), Lucio Dalla (43º) ed Enzo Jannacci (45º). Finiscono in fondo alla classifica le cinque canzoni napoletane in gara, mentre Little Tony e Fred Bongusto superano il turno soltanto grazie alla decisione dell'ultimo minuto di aumentare il numero dei finalisti da 24 a 28. 
Questo provvedimento consente inoltre di accedere alle finali di Saint Vincent anche al gruppo "Quarto Sistema" (al 28º posto), nella cui formazione c'è anche il giovane Cristiano Malgioglio.
Le 28 canzoni selezionate tornano alla radio negli appositi spazi tutti i giorni dal 27 maggio al 12 giugno.

## Le serate finali di Saint Vincent (13-14-15 giugno)
Le 28 canzoni semifinaliste vengono proposte nel corso delle prime due serate di Saint-Vincent, presentate da Corrado e Gabriella Farinon. Queste due serate vanno in onda soltanto alla radio sul Secondo Programma. Le cinque canzoni meglio classificate per ogni sera accedono alla finale del 15 giugno, in diretta radio e TV, durante la quale, come già accaduto nell'edizione del 1973, le 10 canzoni rimaste in gara vengono riproposte suddivise in due gruppi: le prime due classificate di ogni gruppo accedono alla “volata finale” dalla quale uscirà la canzone vincitrice. 
Nel primo gruppo si classificano al 5º posto I Nuovi Angeli, al 4° Alberto Anelli, al 3° La Strana Società. Accedono alla volata finale Umberto Balsamo (2°) e Gianni Nazzaro (1°). 
Nel secondo gruppo si classifica al 5º posto Gianni Bella, al 4° I Vianella, al 3° I Nomadi. Accedono alla volata finale Peppino Gagliardi (2°) e Drupi (1°).
I quattro superfinalisti ripropongono la loro canzone, le giurie rivotano, e finalmente arriva il verdetto finale, in attesa del quale si esibiscono Walter Chiari e la coppia Antonella Steni - Elio Pandolfi, allora impegnata alla radio in una trasmissione satirico - musicale dal titolo I discoli per l'estate - 45 giri intorno alla cronaca, scritta da Dino Verde.

## Classifica finale
- Gianni Nazzaro - Questo sì che è amore
- Drupi - Piccola e fragile
- Umberto Balsamo - Bugiardi noi

## Vetrina di un disco per l'estate
Le 28 canzoni finaliste tornano alla radio dal 17 giugno al 30 agosto, in quattro appuntamenti settimanali intitolati "Vetrina di un disco per l'estate".